# Kolbrånasjön
Kolbrånasjön är en sjö i Vetlanda kommun i Småland och ingår i Emåns huvudavrinningsområde. Sjön har en area på 0,128 kvadratkilometer och ligger 146,1 meter över havet. Sjön avvattnas av vattendraget Hökasjöbäcken.

## Delavrinningsområde
Kolbrånasjön ingår i det delavrinningsområde (637179-146290) som SMHI kallar för Mynnar i Emån. Medelhöjden är 214 meter över havet och ytan är 36,09 kvadratkilometer. Det finns inga delavrinningsområden uppströms utan avrinningsområdet är högsta punkten. Hökasjöbäcken som avvattnar avrinningsområdet har biflödesordning 2, vilket innebär att vattnet flödar genom totalt 2 vattendrag innan det når havet efter 153 kilometer. Delavrinningsområdet består mestadels av skog (71 procent) och jordbruk (16 procent). Avrinningsområdet har 0,4 kvadratkilometer vattenytor vilket ger det en sjöprocent på 1,1 procent. Bebyggelsen i området täcker en yta av 0,37 kvadratkilometer eller 1 procent av avrinningsområdet.